# Маньяс (Турция)
Маньяс (тур. Manyas) — город и район в провинции Балыкесир (Турция).

## История
Эти места в византийскую эпоху были известны как Милетополь. 
В 1297 г. здесь утвердил свою власть сельджукский полководец Караси-бей. Позднее эти земли вошли в состав Османской империи.
На островах озера Куш (Майнос) с начала XIX века вплоть до 1961 года проживала община казаков-некрасовцев. Предпринятое турецкими властями тотальное разоружение некрасовцев подвигло казаков к почти поголовному переселению в СССР и США.
В 1862 году здесь стали расселять и беженцев с Кавказа. В результате Русско-турецкой войны 1877—1878 годов здесь были поселены некоторые из бежавших в Османскую империю крымских татар, отчего одна из местных деревень получила название «Татар». 
В 1890 году Маньяс получил статус города.
В 1920—1922 годах район Маньяса находился под греческой оккупацией, и был освобождён в результате Думлупынарского сражения.
В декабре 1936 года был образован район Маньяс.